# Principes comptables français
Pour un article plus général, voir Principes comptables.
Les principes comptables français sont les objectifs, hypothèses, contraintes, règles qui gouvernent la comptabilité. Ensemble, ils forment le référentiel comptable (cadre conceptuel), c'est-à-dire le socle de fondements à la base de tous travaux comptables.

## Enjeux des principes comptables
La comptabilité générale doit fournir à ses différents utilisateurs (actionnaires, salariés, partenaires, administration fiscale, etc.) une information fiable du point de vue économique.
C'est ainsi qu'en France, le Code de commerce, dans son article Article L123-14 dispose que : « Les comptes annuels doivent être réguliers, sincères et donner une image fidèle du patrimoine, de la situation financière et du résultat de l'entreprise. » Afin de garantir la fiabilité de l'information comptable, un certain nombre de principes doivent être respectés. Ces principes sont le plus souvent explicités dans le Code de Commerce. On trouve également des précisions dans le Plan Comptable Général (PCG).
Par ailleurs, dans le même article, il est précisé que : « Si, dans un cas exceptionnel, l'application d'une prescription comptable se révèle impropre à donner une image fidèle du patrimoine, de la situation financière ou du résultat, il doit y être dérogé. Cette dérogation est mentionnée à l'annexe et dûment motivée. » Cette précision est particulièrement intéressante, car elle indique clairement que le respect d'une règle comptable ne garantit pas à elle seule la sincérité des comptes (voir l'article sur la comptabilité créative).

## Liste des principes comptables français

### Principes relatifs à la qualité attendue des états financiers

#### Principe d'image fidèle
Selon l'article 121-1 du Plan Comptable Général : « La comptabilité est un système d'organisation de l'information financière permettant de saisir, classer, enregistrer des données de base chiffrées et présenter des états reflétant une image fidèle du patrimoine, de la situation financière et du résultat de l'entité à la date de clôture. »

#### Principe de régularité
La régularité peut se définir comme la conformité aux règles et procédures en vigueur.
L'article L123-23 du Code de Commerce prévoit que : « La comptabilité régulièrement tenue peut être admise en justice pour faire preuve entre commerçants pour faits de commerce. Si elle a été irrégulièrement tenue, elle ne peut être invoquée par son auteur à son profit. »

#### Principe de sincérité
Selon l'alinéa 1 de l'article 121-3 du Plan Comptable Général : « La comptabilité est conforme aux règles et procédures en vigueur qui sont appliquées afin de traduire la connaissance que les responsables de l'établissement des comptes, ont de la réalité et de l'importance relative des événements enregistrés. »

### Autres grands principes comptables

#### Principe de permanence des méthodes
Article L123-17 du Code de Commerce (extrait) « A moins qu'un changement exceptionnel n'intervienne dans la situation du commerçant, personne physique ou morale, la présentation des comptes annuels comme des méthodes d'évaluation retenues ne peuvent être modifiées d'un exercice à l'autre. » Cette disposition vise à assurer la cohérence des informations comptables fournies au cours des exercices successifs.
La dérogation au principe de permanence des méthodes, est réglementée.
Pour donner une information complète des changements de méthode, il faut indiquer dans l'annexe :
- Les raisons qui ont conduit ce changement de méthode.
- L'impact du changement de méthode.
- Les comptes pro-forma avec l'exercice N-1 retraité en fonction de la nouvelle méthode.

#### Principe de non-compensation
Article L123-19 du Code de Commerce (extrait) : « Les éléments d'actif et de passif doivent être évalués séparément. Aucune compensation ne peut être opérée entre les postes d'actif et de passif du bilan ou entre les postes de charges et de produits du compte de résultat. » Concrètement, ce principe exige qu'une créance ne peut compenser ou cacher une dette.

#### Principe d'intangibilité du bilan d'ouverture
Le principe d'intangibilité du bilan d'ouverture est un principe comptable qui impose que le bilan d’ouverture doit correspondre au bilan de clôture de l’exercice précédent (article L 123-19 du code de commerce).
L'application rétroactive de ce principe a été censurée par le Conseil Constitutionnel, à l'occasion de la question prioritaire de constitutionnalité répondue le 10 décembre 2010, en ce qu'il produit une asymétrie de situation entre l'administration fiscale et les contribuables.

#### Principe de prudence
Article L123-20 du Code de Commerce (extrait) « Les comptes annuels doivent respecter le principe de prudence. » La constatation de la dépréciation de certaines immobilisations (amortissement) ou la constitution de provision découle de ce principe de prudence.
Selon ce principe, tout événement qui risque de diminuer la valeur du patrimoine de l'entreprise doit être pris en compte. Toujours selon ce principe, tout évènement pouvant augmenter la valeur du patrimoine de l'entreprise ne peut faire l'objet d'un enregistrement comptable. Ainsi, les plus-values latentes du portefeuille-titres d'une entreprise ne peuvent pas s'enregistrer, contrairement aux moins-values latentes.

#### Principe des coûts historiques
Article L123-18 du Code de Commerce (extrait) « A leur date d'entrée dans le patrimoine de l'entreprise, les biens acquis à titre onéreux sont enregistrés à leur coût d'acquisition, les biens acquis à titre gratuit à leur valeur estimée et les biens produits à leur coût de production. »

#### Principe de continuité d’exploitation
Article L123-20 du Code de Commerce (extrait) "Pour leur établissement, le commerçant, personne physique ou morale, est présumé poursuivre ses activités". Les évaluations des différents postes du bilan sont faites dans l'hypothèse de la continuité d'exploitation. Le non-respect de ce principe remettrait en cause l'évaluation de ces postes qui devrait alors faire l'objet d'une estimation pour leur valeur actuelle, c'est-à-dire leur valeur liquidative.

#### Principe d'indépendance des exercices
Article L123-21 du Code de Commerce (extrait) « Seuls les bénéfices réalisés à la date de clôture d'un exercice peuvent être inscrits dans les comptes annuels. » Art. 511-3 du PCG (règlement 2014-03) « Pour calculer le résultat par différence entre les produits et les charges de l'exercice, sont rattachées à l'exercice, les charges supportées par l'exercice, auxquelles s'ajoutent éventuellement les charges afférentes à des exercices précédents mais qui, par erreur ou omission, n'ont pas alors fait l'objet d'un enregistrement comptable. » Art. 512-4 du PCG (règlement 2014-03)
Pour calculer le résultat par différence entre les produits et les charges de l'exercice, sont rattachés à l'exercice, les produits acquis à cet exercice, auxquels s'ajoutent éventuellement les produits acquis à des exercices précédents, mais qui, par erreur ou omission, n'ont pas alors fait l'objet d'un enregistrement comptable.
Ce principe a pour incidence l'utilisation de comptes de régularisations spécifiques afin d'affecter les charges et les produits dans l'exercice qu'ils concernent.
En effet, les charges et les produits d'un exercice (N) ne peuvent dépendre aux charges (produits) d'exercice (N-1) ou bien (N+1). Les produits et les charges sont comptabilisés au fur et à mesure qu'ils sont acquis ou qu'elles sont engagées.